# Yamauchi Takao
Takao Yamauchi (sinh ngày 4 tháng 9 năm 1978) là một cầu thủ bóng đá người Nhật Bản.

## Sự nghiệp câu lạc bộ
Takao Yamauchi đã từng chơi cho Cerezo Osaka.